# Tupolev ANT-7
Il Tupolev ANT-7 (in cirillico Туполев АНТ-7) era un monoplano bimotore progettato dallo TsAGI, all'epoca diretto da Andrej Nikolaevič Tupolev, e sviluppato in Unione Sovietica alla fine degli anni venti; la sua progettazione fu curata da Ivan Ivanovič Pogosskij che prese come base di partenza il precedente Tupolev ANT-4.
L'ANT-7 fu utilizzato dalla V-VS che lo impiegò prevalentemente come aereo da ricognizione, da cui la denominazione operativa R-6 (dal cirillico Р-6: Pазведка - Razvedka, letteralmente esplorazione); venne comunque impiegato in molti altri ruoli sia in ambito militare che in quello civile.

## Sviluppo
Il progetto del Tupolev ANT-7 nacque in risposta ad una richiesta avanzata, nel corso del 1928, dall'aeronautica militare sovietica che era alla ricerca di un velivolo in grado di ricoprire più ruoli: ricognizione, caccia di scorta, bombardiere leggero, appoggio tattico a lungo raggio, aerosilurante.
Il progetto proposto dallo TsAGI era sostanzialmente la riproposizione, in scala ridotta del precedente ANT-4, che presto sarebbe entrato nei reparti da bombardamento della V-VS con la designazione TB-1.
A livello progettuale l'ANT-7 era destinato ad alloggiare due motori Hispano-Suiza (il cui modello non viene meglio identificato) oppure due radiali Bristol Jupiter VIs. Alla fine il prototipo venne realizzato con l'impiego di due 12 cilindri a V di produzione tedesca BMW VI, motore che poco tempo dopo sarebbe stato prodotto su licenza come Mikulin M-17.
Il primo volo del prototipo ebbe luogo l'11 settembre del 1929 ai comandi di Mihail Mihajlovič Gromov; l'inizio delle prove di valutazione venne tuttavia rimandato alla primavera dell'anno successivo. Fin dai primi momenti il velivolo mise in luce evidenti problemi di instabilità determinati dal fenomeno del buffeting che costrinsero i progettisti a rivedere le dimensioni degli equilibratori, aumentandole prolungando il bordo d'entrata.
In seguito alle modifiche apportate l'ANT-7 passò agevolmente le prove di valutazione, nonostante un incidente ad uno dei motori che costrinse il pilota collaudatore (sempre Gromov), ad un complesso atterraggio di emergenza. Il primo velivolo di serie uscì dalla catena di montaggio dell'impianto n°22 di Mosca nel novembre del 1931.
La produzione dell'ANT-7 si attestò in totale a 410 esemplari: 385 vennero realizzati nel già citato impianto di Mosca, cinque velivoli furono prodotti nella fabbrica n°31 presso Taganrog ed altri 20 vennero completati nell'impianto n°12 situato a Komsomol'sk-na-Amure. Furono realizzati esemplari destinati alle operazioni a lungo raggio (identificati con la sigla KR-6) ed altri in versione idrovolante, mediante la sostituzione del carrello d'atterraggio con una coppia di galleggianti a scarponi (in questo caso la sigla mutò in MR-6).

## Descrizione tecnica

### Struttura
Monoplano dalla struttura interamente metallica, l'ANT-7, era un bimotore dalla fusoliera di sezione quadrata dotato di ala a sbalzo dall'elevato spessore (in sostanza pari a quello della fusoliera), carrello di tipo tradizionale con pattino di coda; anche gli impennaggi erano di tipo tradizionale, con lo stabilizzatore posto alla base della deriva.
I tre 3 membri dell'equipaggio (pilota, osservatore, mitragliere) erano alloggiati ciascuno in postazioni singole e prive di copertura.

### Motore
Negli esemplari di serie vennero impiegati i motori Mikulin M-17: si trattava di copie, prodotte su licenza, del V12 tedesco BMV VI in grado di sviluppare la potenza di 715 CV (pari a 526 kN).

### Armamento
Gli esemplari da ricognizione (R-6) disponevano di due postazioni armate con mitragliatrici binate DA-2 (a disposizione dell'osservatore e del mitragliere) e potevano trasportare un carico offensivo costituito da un massimo di 500 kg di bombe. Negli esemplari destinati alle operazioni a lungo raggio (KR-6) l'equipaggio era costituito da due soli membri ed il numero delle mitragliatrici scendeva a due (del tipo PV-2).

## Impiego operativo
L'impiego dell'ANT-7 con la V-VS risale al 1931 e riguarda, prevalentemente, il ruolo di ricognitore; come già accennato vi furono specifiche versioni destinate ad impieghi a lungo raggio o, come idrovolante, nel ruolo di aerosilurante.
Il ritiro dai reparti ebbe inizio nel corso del 1935 e diede inizio ad una sorta di nuova vita del velivolo: i velivoli dismessi, vennero assegnati sia all'Aeroflot che all'Aviaartica e, sotto queste nuove insegne, gli ANT-7 (ridesignati PS-7 oppure P-6) operarono fino allo scoppio della seconda guerra mondiale.
Un solo ANT-7 nacque espressamente per l'impiego civile: si trattava di un esemplare modificato per ospitare 9 passeggeri in una lussuosa cabina ricavata nella fusoliera e dotato di abitacolo chiuso per il pilota. Si trattò di una macchina poco fortunata che andò perduta in un incidente occorso dopo circa un anno di vita.
Migliore ricordo di sé lasciò l'esemplare immatricolato SSSR-N166 che, con il pilota Pavel Georgievič Golovin ai comandi dalla propria postazione scoperta, viene ricordato per essere il primo velivolo ad aver sorvolato il Polo Nord il 5 maggio del 1937.

## Versioni
I dati sulle versioni sono tratti da "Tupolev The Man and his Aircraft" e da "Enciclopedia l'Aviazione".
- R-6 (Р-6): versione principale dell'ANT-7; designazione assegnata dalla V-VS agli esemplari destinati alla ricognizione (in cirillico pазведка, Pazvedka);
- KR-6P (КР-6П): versione idrovolante da ricognizione a lungo raggio; le sigle derivavano rispettivamente da Крейсер (Krejser, letteralmente crociera) e da Поплавок (Poplavok, Galleggiante);
- MR-6P (MР-6П): alcuni esemplari impiegati nei reparti della marina militare dell'Unione Sovietica nel ruolo di aerosiluranti (anch'essi dotati di galleggianti a scarponi)[5]; la denominazione derivava da Морской (Morskoj, Marittimo);
- R-6L (P-6Л): la sigla identificava un singolo esemplare realizzato in configurazione di lusso per il trasporto di nove passeggeri, da cui la definizione di лимузинах (limuzinakh, limousine);
- PS-7 (ПС-7): designazione assegnata agli ANT-7 dismessi dalle forze armate ed acquisiti dall'Aeroflot o dalla Aviaartica[6] per il trasporto di persone (пассажиров самолёт - passažirov samolët, aereo passeggeri) o di merci;
- MP-6 (MП-6): designazione per l'impiego civile degli esemplari in configurazione idrovolante.

## Utilizzatori

### Militari
Unione Sovietica
- Sovetskie Voenno-vozdušnye sily

### Civili
Unione Sovietica
- Aeroflot
- Aviaartika